# 陳其赤
陳其赤（？年—1644年），字石文，江西撫州府崇仁縣人，明末政治人物。

## 生平
天啟七年（1627年）丁卯科江西鄉試舉人，歷浙江衢州府推官，升陝西西安府知府、兵備副使分守川西道，轄成都。崇禎十七年八月，張獻忠寇成都城陷，投百花潭死，家人同死者四十餘人。諡節愍。

## 延伸阅读
[在维基数据编辑]
 《明史卷二百九十五》，出自《明史》